# Израел на Светском првенству у атлетици на отвореном 2022.
Израел је учествовао на 18. Светском првенству у атлетици на отвореном 2022. одржаном у Јуџину  од 15. до 25. јула осамнаести пут, односно учествовао је на свим првенствима до данас. Репрезентацију Израела представљала су 10 атлетичара (4 мушкарца и 6 жена) који су се такмичили у 7 дисциплина (2 мушке и 5 женских). , 

На овом првенству представници Израела су освојили једну бронзану медаљу. Овим успехом Израел је делио 40 место у укупном пласману освајача медаља 
У табели успешности према броју и пласману такмичара који су учествовали у финалним такмичењима (првих 8 такмичара) Израел је са 1 учесником у финалу делио 51. место са 6 бодова.
| Пл.  | Земља    | 1. место | 2. место | 3. место | 4. место | 5. место | 6. место | 7. место | 8. место | Бр. фин. | Бод. |
| ---- | -------- | -------- | -------- | -------- | -------- | -------- | -------- | -------- | -------- | -------- | ---- |
| =51. | Филипини | 0        | 0        | 1        | 0        | 0        | 0        | 0        | 0        | 1        | 6    |

## Учесници
| Мушкарци: - Мару Тефери — Маратон - Тесама Мугас — Маратон - Хаимро Аламе — Маратон - Џонатан Капитолник — Скок увис | Жене: - Дијана Вајсман — 100 м - Селамавит Тефери — 5.000 м - Лона Корлима Чемтаи — Маратон - Маор Тијури — Маратон - Адва Коен — 3.000 м препреке - Ана Миненко — Троскок |

## Резултати

### Мушкарци
| Атлетичар          | Дисциплина | Лични рекорд | Квалификације | Квалификације | Полуфинале | Полуфинале | Финале   | Финале       | Детаљи |
| Атлетичар          | Дисциплина | Лични рекорд | Резултат      | Место         | Резултат   | Место      | Резултат | Место        | Детаљи |
| ------------------ | ---------- | ------------ | ------------- | ------------- | ---------- | ---------- | -------- | ------------ | ------ |
| Мару Тефери        | Маратон    | 2:06:58 НР   |               |               |            |            | 2:07:59  | 11 / 54 (63) |        |
| Тесама Мугас       | Маратон    | 2:11:10      | 2:11:36       | 25 / 54 (63)  |            |            |          |              |        |
| Хаимро Аламе       | Маратон    | 2:07:45      | 2:17:05       | 48 / 54 (63)  |            |            |          |              |        |
| Џонатан Капитолник | Скок увис  | 2,30         | 2,28 кв       | 3. у гр. Б    |            |            | 2,24     | 11 / 26 (29) |        |

### Жене
| Атлетичарка         | Дисциплина       | Лични рекорд | Квалификације  | Квалификације | Полуфинале            | Полуфинале            | Финале                | Финале       | Детаљи |
| Атлетичарка         | Дисциплина       | Лични рекорд | Резултат       | Место         | Резултат              | Место                 | Резултат              | Место        | Детаљи |
| ------------------- | ---------------- | ------------ | -------------- | ------------- | --------------------- | --------------------- | --------------------- | ------------ | ------ |
| Дијана Вајсман      | 100 м            | 11,06 НР     | 11,29 (.282)   | 5. у гр. 3    | Није се квалификовала | Није се квалификовала | Није се квалификовала | 29 / 49      |        |
| Селамавит Тефери    | 5.000 м          | 14:53,43     | 15:44,30       | 14. у гр. 2   |                       |                       | Није се квалификовала | 26 / 35 (37) |        |
| Лона Корлима Чемтаи | Маратон          | 2:17:45 НР   |                |               |                       |                       | 2:20:18               |              |        |
| Маор Тијури         | Маратон          | 2:29:04      | 2:31:54 ЛРС    | 23 / 32 (41)  |                       |                       |                       |              |        |
| Адва Коен           | 3.000 м препреке | 9:29,74 НР   | 9:44,74 (.736) | 12. у гр. 3   |                       |                       | Нису се квалификовале | 35 / 42 (43) |        |
| Ана Миненко         | Троскок          | 14,78 НР     | 14,11          | 10. у гр. А   | 15 / 28               |                       | Нису се квалификовале |              |        |